# Berrocal
Berrocal település Spanyolországban, Huelva tartományban. Berrocal Paterna del Campo, Valverde del Camino, Zalamea la Real, El Campillo, El Madroño és Escacena del Campo községekkel határos. Lakosainak száma 288 fő (2024).

## Népesség
A település népessége az utóbbi években az alábbiak szerint változott:
| Lakosok száma | 394  | 371  | 377  | 375  | 349  | 329  | 331  | 312  | 312  | 288  |
|               | 2001 | 2004 | 2006 | 2009 | 2011 | 2014 | 2016 | 2019 | 2021 | 2024 |